# Mont Jigong
Le mont Jigong (chinois simplifié : 鸡公山 ; chinois traditionnel : 雞公山 ; pinyin : jī gōng shān ; littéralement : « montagne du coq ») est une montagne des monts Dabie entre les provinces chinoises du Henan et du Hubei, à 38 km de la ville de Xinyang.

## Géographie
Il marque la frontière entre le Henan et la province voisine du Hubei.
Son sommet surnommé la « tête du coq » (鸡公头) culmine à 814 m d'altitude.

## Parc national du mont Jigong
La parc paysager du mont Jigong (鸡公山风景名胜区) a été proclamé parc national le 8 novembre 1982.